# اریک گودوی
اریک گودوی (انگلیسی: Érik Godoy؛ زادهٔ ۱۶ اوت ۱۹۹۳) بازیکن فوتبال اهل آرژانتین است.
از باشگاه‌هایی که در آن بازی کرده‌است می‌توان به باشگاه فوتبال اتلتیکو تیگره اشاره کرد.